# Persicula pulcherrima
Persicula pulcherrima is een slakkensoort uit de familie van de Cystiscidae. De wetenschappelijke naam van de soort is voor het eerst geldig gepubliceerd in 1849 door Gaskoin.